# Swift-Talsperre
Die Swift-Talsperre (Swift No. 1) in Washington, USA, war beim Bau im Jahr 1958 mit 126 m Höhe einer der höchsten Erdschüttdämme der Welt (als Höhe des Damms wird auch 512 Fuß (= 156 m) angegeben). Die Talsperre liegt im Skamania County; die nächste Ortschaft ist Cougar.
Das Swift Reservoir ist einer von drei größeren Stauseen am Lewis River und dient der Stromerzeugung. Das ablaufende Wasser wird nicht direkt in den Fluss zurückgeleitet, sondern treibt über einen kurzen Kanal ein weiteres, kleineres Kraftwerk oberhalb des Yale-Stausees an.
Eine andere Swift-Talsperre gibt es auch in Montana. Sie wurde als Ersatz für eine ältere Talsperre gebaut, die 1964 gebrochen ist, siehe Dammbrüche Swift und Lower Two Medicine.